# Egas Fafes de Lanhoso
Egas Fafes de Lanhoso (1100 — ?) D. Egas Fafes de Lanhoso, foi um rico-homem (grau mais elevado da nobreza), Cavaleiro nobre medieval português. No ano de 1139 acompanhou o rei Afonso I de Portugal durante a batalha que os exércitos deste monarca travaram nos Campos de Ourique.
O Nobiliário das Famílias de Portugal informa que D. Egas esteve na cidade de Jerusalém, local onde veio a receber das mãos do rei Balduíno III de Jerusalém as Armas de Brasão que usam os Teixeira seus descendentes. Foi confirmante de diplomas régios entre 1146 e 1160. Pelas inquirições de 1258 (Afonso III) sabemos que a sua quinta do Lameiro em Ponte (Vila Verde) foi honrada por D. Afonso I.

Ele foi senhor de Vila Verde e um lugar da vila ainda tem come nome o seu diminutivo: Fafias.

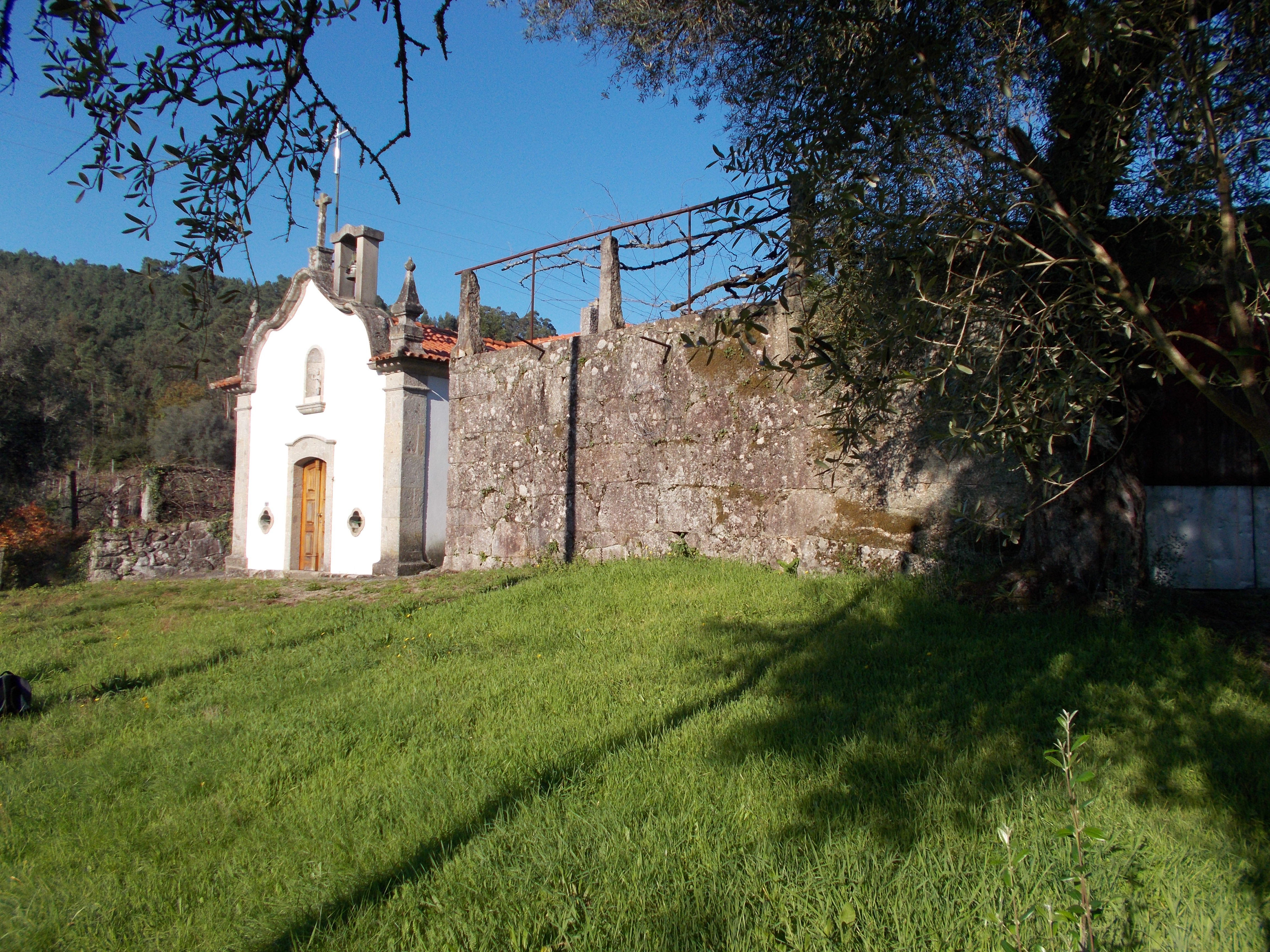
Paço do Lameiro e Capela

## Relações familiares
Foi filho de Fáfila Lucides (1080 —?) e de Dórdia ou Froille Viegas, senhora da Quinta do Lameiro (ou de Sequeiros) (1080 —?) filha de Egas Gomes Pais de Penegate e de Sancha Mendes de Briteiros.
Casou com D. Urraca Mendes de Sousa (1100 —?), filha de D. Mem Viegas de Sousa (c. 1070 - 1130) e de Teresa [Elvira] Fernandes de Marnel, de quem teve:
1. Mendo Viegas de Lanhoso (1140 —?) casou com D. Teresa Peres.
2. Gonçalo Viegas, 1º mestre da Ordem de Avis, faleceu em 1195 na batalha de Alarcos.
3. Froille Viegas casou com D. Soeiro Pires da Silva e foram pais de Estêvão Soares da Silva, arcebispo de Braga.